# Heidi Røneid
Heidi Røneid, född 16 december 1982, är en norsk frilansjournalist, som bland annat arbetar för NRK, där hon vid fler tillfällen har varit kommentator med fokus på sociala media under schacksändningar. Hon spelar själv i schackklubben Stjernan, och hon spelar bridge i Asker Bridgeklubb. Som schackspelare är hennes bästa ranking (från januari 2016 till juni 2017) 1 702 poäng.
Røneid har även jobbat som reporter och researcher för radioprogrammen Dagsnytt Atten, Aktuelt, Kulturnytt och Ukeslutt samt som dokumentärskapare på Radiodokumentaren på P2. Mellan maj 2007 och juni 2008 var hon ansvarig redaktör på RadiOrakel, där hon tidigare varit redaktionschef. Hon har även arbetat med Radio Tango och den norska djurrättsorganisationen NOAH. Sommaren 2016 var hon programledare för morgonprogrammet Tidernas Sommer på NRK P13.
Røneid är utbildad möbeldesigner och lärare. Hon är också initiativtagare och arrangör av Oslo Vegetarfestival.

### Fotnoter
1. ↑  ”Roneid, Heidi (NOR)”. Arkiverad från originalet den 14 mars 2019. https://web.archive.org/web/20190314160900/http://ratings.fide.com/id.phtml?event=1514431. Läst 27 november 2019.
2. ↑  . https://www.aftenposten.no/osloby/byliv/i/J1Mr7/--Hvis-det-a-vare-vegetarianer-er-en-hype_-sa-er-det-en-hype-jeg-er-veldig-glad-for.